# Plesiodiadema globulosum
Plesiodiadema globulosum is een zee-egel uit de familie Aspidodiadematidae.
De wetenschappelijke naam van de soort werd in 1898 gepubliceerd door Alexander Emanuel Agassiz.